# Natronambulita
La natronambulita és un mineral de la classe dels silicats. Rep el seu nom pel seu contingut en sodi i per la seva relació amb la nambulita.

## Característiques
La natronambulita és un silicat de fórmula química NaMn2+
4Si₅O14(OH). Cristal·litza en el sistema triclínic. La seva duresa a l'escala de Mohs oscil·la entre 5,5 i 6.
Segons la classificació de Nickel-Strunz, la natronambulita pertany a «09.DK - Inosilicats amb 5 cadenes senzilles periòdiques» juntament amb els següents minerals: babingtonita, litiomarsturita, manganbabingtonita, marsturita, nambulita, rodonita, escandiobabingtonita, fowlerita, santaclaraïta, saneroïta, hellandita-(Y), tadzhikita-(Ce), mottanaita-(Ce), ciprianiïta i hellandita-(Ce).

## Formació i jaciments
Va ser descoberta a la mina Tanohata, a Tanohata-mura, a la prefectura d'Iwate de la regió de Tohoku, al Japó. També ha estat descrita en altres indrets del mateix país, així com a Romania, Namíbia i a Catalunya: a la mina Joaquina, a Bellmunt del Priorat, a la comarca del Priorat (Tarragona).